# ویلی کازاسیان
ادموند آرام کازاسیان (بلغاری: Едмонд Арам Казасян) شناخته شده با نام ویلی کازاسیان (بلغاری: Едмонд Арам Казасян؛ ۸ دسامبر ۱۹۳۴ – ۱۲ ژوئیهٔ ۲۰۰۸) موسیقی‌دان، آهنگساز، رهبر ارکستر، نوازنده پیانو ارمنی‌تبار اهل بلغارستان بود.